# Mycetophila itascae
Mycetophila itascae är en tvåvingeart som först beskrevs av Laffoon 1957.  Mycetophila itascae ingår i släktet Mycetophila och familjen svampmyggor.
Artens utbredningsområde är Minnesota. Inga underarter finns listade i Catalogue of Life.